# Kanton Le Puy-en-Velay-Sud-Est
Kanton Le Puy-en-Velay-Sud-Est (fr. Canton du Puy-en-Velay-Sud-Est) je francouzský kanton v departementu Haute-Loire v regionu Auvergne. Tvoří ho tři obce.

## Obce kantonu
- Arsac-en-Velay
- Coubon
- Le Puy-en-Velay (jihovýchodní část)